# Mrizigue
Mrizigue (franska: Mrizigue (CR), Mrizigue (Commune Rurale), arabiska: امنيع) är en kommun i Marocko.   Den ligger i provinsen Settat och regionen Casablanca-Settat, i den norra delen av landet, 130 km söder om huvudstaden Rabat. Antalet invånare är 8 876.